# Пшемисль (Великопольське воєводство)
Пшемисль (пол. Przemyśl) — село в Польщі, у гміні Серакув Мендзиходського повіту Великопольського воєводства.
Населення — 123 особи (2011).
У 1975-1998 роках село належало до Познанського воєводства.

## Демографія
Демографічна структура станом на 31 березня 2011 року:
|          | Загалом | Допрацездатний вік | Працездатний вік | Постпрацездатний вік |
| -------- | ------- | ------------------ | ---------------- | -------------------- |
| Чоловіки | 62      | 15                 | 46               | 1                    |
| Жінки    | 61      | 14                 | 40               | 7                    |
| Разом    | 123     | 29                 | 86               | 8                    |